# Forat de la Bóu
El Forat de la Bóu, o Cova de la Bóu, és una cova del terme de Conca de Dalt, al Pallars Jussà, dins de l'antic terme de Toralla i Serradell.
Està situat a prop i a ponent del poble de Serradell, a les Roques de la Bóu, al vessant meridional del Serrat del Ban.
Presenta una boca de 6 metres d'amplada per 3 d'alçada, que dona pas a la galeria principal. Aquesta, durant uns 90 metres presneta un traçat regular, de fàcil progressió; després es va tornant més irregular, amb gours i molta concreció. Al final de la galeria hi ha un pas estret que duu a una galeria superior, a l'extrem de la qual hi ha un ressalt que permet baixar a una altra galeria d'uns 20 metres de longitud.